# Těškov
Těškov är en ort i Tjeckien.   Den ligger i regionen Plzeň, i den centrala delen av landet, 60 km sydväst om huvudstaden Prag. Těškov ligger 510 meter över havet och antalet invånare är 282.
Terrängen runt Těškov är platt åt sydost, men åt nordväst är den kuperad. Terrängen runt Těškov sluttar västerut. Runt Těškov är det ganska tätbefolkat, med 120 invånare per kvadratkilometer. Närmaste större samhälle är Rokycany, 9,9 km sydväst om Těškov. I omgivningarna runt Těškov växer i huvudsak blandskog.